# Medley Records
 For alternative betydninger, se Medley.
Medley Records er et dansk pladeselskab der blev grundlagt af Michael Ritto og Poul Bruun i 1978, og sidenhen blev ét af Danmarks største pladeselskaber. Ritto og Bruun havde begge en fortid i selskabet CBS, hvor Poul Bruun bl.a. skrev kontrakt med Gasolin', og Ritto arbejde som assistent for Bruun. Medley Records' første udgivelse var Stig Møller-albummet Til dig i 1978. Selskabets største succes kom med Kim Larsens Midt om natten (1983), der er det mest solgte album i Danmark nogensinde med 650.000 eksemplarer. Bent Fabricius-Bjerre købte halvparten af Medley i 1986. EMI opkøbte Fabricius-Bjerre's andel af selskabet i 1992, og oprettede selskabet EMI-Medley, under ledelse af Ritto og Bruun. Ifølge flere medier købte EMI Medley for mellem 30 og 50 millioner kroner.
I 2013 opkøbte Warner Music Group EMI's europæiske selskaber, herunder den danske afdeling af EMI (og dermed også Medley Records).
Selskabet har bl.a. udgivet Parkering Forbudt, Sods/Sort Sol, Kliché, C.V. Jørgensen, Lost Kids, Laid Back, Lars H.U.G., D-A-D, Dizzy Mizz Lizzy, Saybia, The Poets, Hanne Boel, Anne Dorte Michelsen, Niels Hausgaard, Kim Larsen, Monrad & Rislund, Randi Laubek, Søs Fenger med flere.
Medley Records' ikoniske Kasket Karl-logo, der var inspireret af avisdrengen der står på gaden og sælger aviser, blev tegnet af Peder Bundgaard.